# Villa di Meleto
La Villa di Meleto è una villa rinascimentale situata in località Meleto, presso Castelfiorentino, in provincia di Firenze. La villa è nota soprattutto per essere stata la sede della prima scuola agraria italiana, voluta nell'Ottocento dal marchese Cosimo Ridolfi.
La villa signorile, i giardini e le fabbriche annesse si estendono per circa due miglia e mezzo e si trovano sul dorso di una collina posta a sinistra del fiume Elsa; alla base settentrionale della collina scorre il rio Meleto, che dà il nome alla fattoria.

## Storia
La località di Meleto è stata per la prima volta documentata nell'estimo ordinato dal Comune di Firenze per quantificare i danni subiti dai guelfi tra il 1260 e il 1265: per la località di Meleto risulta che erano state distrutte un'abitazione e una torre. Nel Quattrocento il luogo fu conquistato dagli aragonesi durante le guerre tra Napoli e Firenze. Nel 1529 fu occupato dai soldati di Filiberto di Chalon.
Nel 1569 i possedimenti presso la località di Meleto vennero ereditati dalla famiglia Ridolfi, che li mantenne fino al 1944.
La scuola agraria fu fondata nel 1834 e rimase attiva fino al 1843, quando fu trasferita a Pisa. In quegli anni, il marchese Cosimo Ridolfi sperimentò nella fattoria nuovi sistemi di coltivazione.
Nel 1944 la villa pervenne in via ereditaria ai marchesi Ghelli Luserna di Rorà.
Nel 2020 la villa è stata ceduta a due imprenditori italiani residenti negli Stati Uniti, Carmencita Bua e Gianfranco Zaccai. I due proprietari hanno fondato presso la villa la società "Azienda Agricola Donna Gilda a Meleto S.r.l."

## Architettura

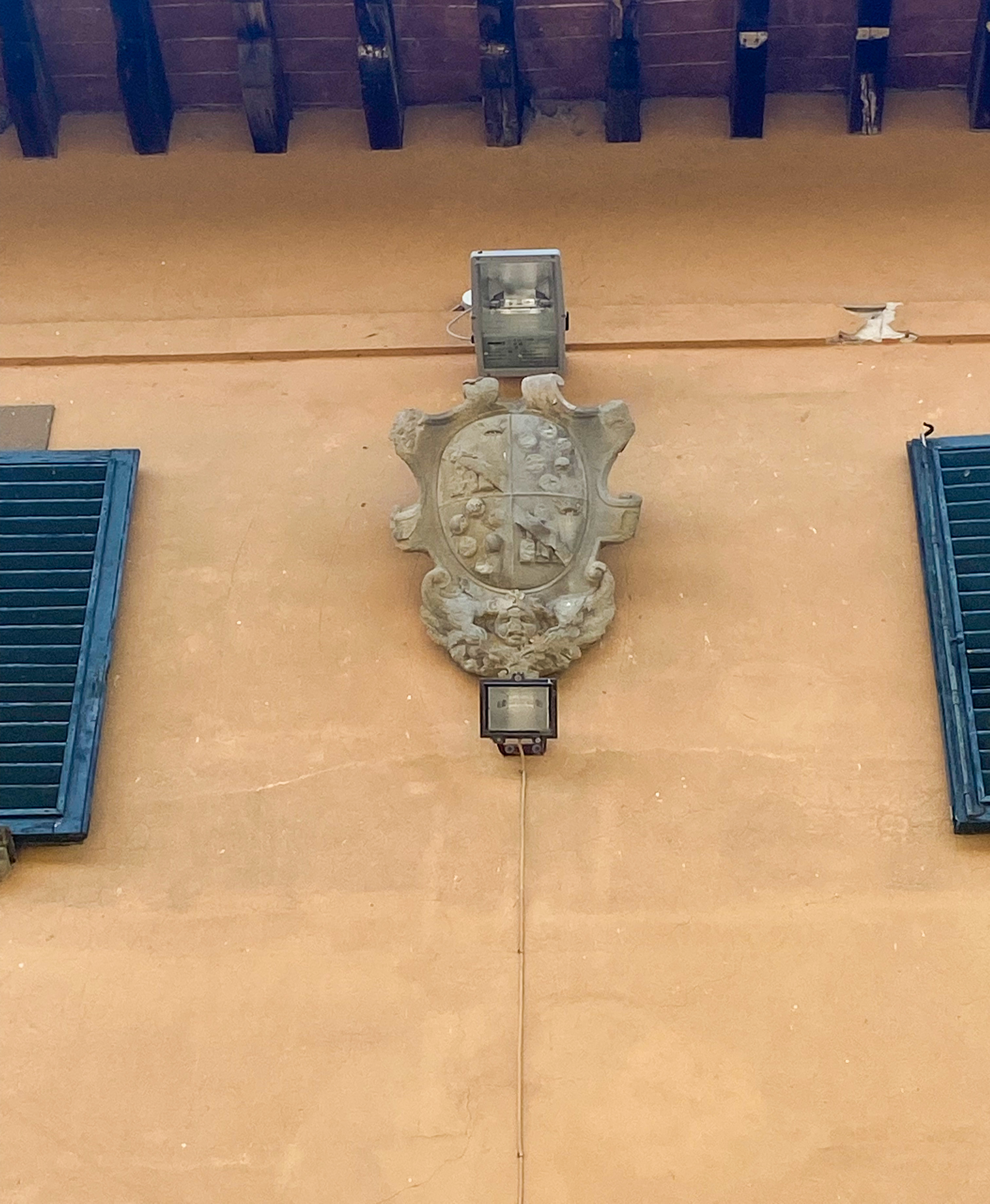
Stemma dei Ridolfi e dei Medici

Nella villa non restano testimonianze medievali: il complesso architettonico è caratterizzato da un'architettura di tipo rinascimentale.
Il corpo centrale della villa risale al Cinquecento. Nel Settecento è stato realizzato un ampliamento, con locali decorati ad affresco trompe-l'œil.
La facciata è aperta verso l'esterno e priva di cortile centrale. La struttura della facciata segue un rigido schema compositivo: l'apertura centrale in basso e lo stemma della famiglia in alto la dividono in due parti identiche, simmetriche tra di loro. Questa simmetria è interrotta solamente in alto da un torrino, leggermente spostato rispetto all'asse centrale.
Sulla facciata sud è presente lo stemma dei Ridolfi campeggiato con quello dei Medici.

## Il giardino

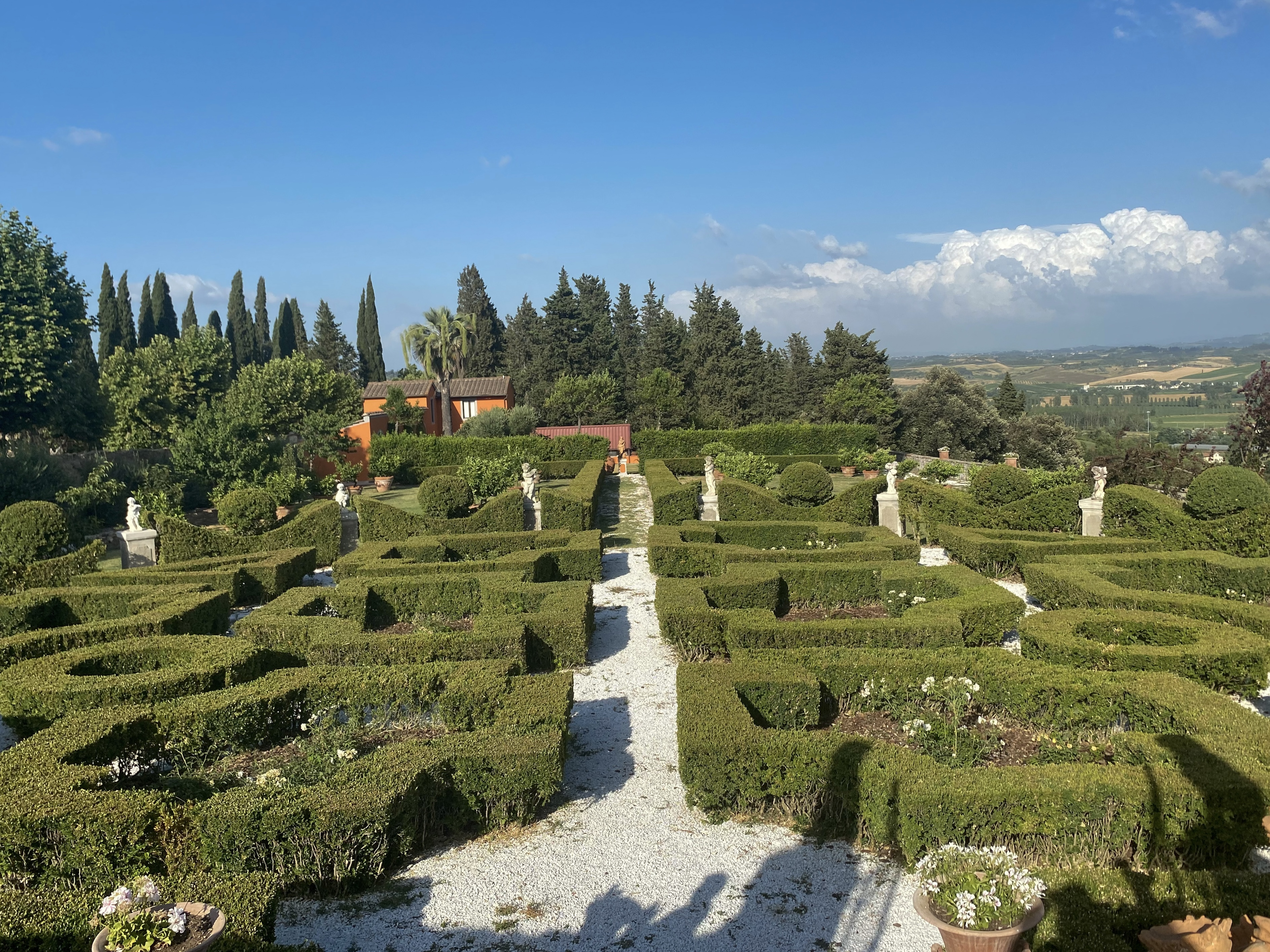
Giardino della villa

Alla villa si accede tramite un lungo viale di cipressi, al termine del quale si trova la Chiesa di Santa Croce, appartenuta in passato ai Ridolfi. La chiesa è stata in passato sconsacrata e sottoposta a restauro solamente nel 1920.

Il giardino di fronte alla facciata sud della villa è organizzato su un asse centrale, secondo la regola del giardino all'italiana. L'asse divide il giardino in due sezioni, a destra e a sinistra, identiche tra loro e circondate da una limonaia. Questi spazi sono abbelliti da aiuole che disegnano motivi geometrici e da statue poste nei punti prospettici più significativi. La pavimentazione è realizzata con ghiaia per dividere le varie sezioni del giardino. All'interno di alcune aiuole è presente anche un prato all'inglese, su cui sono posti vasi con piante di limone.

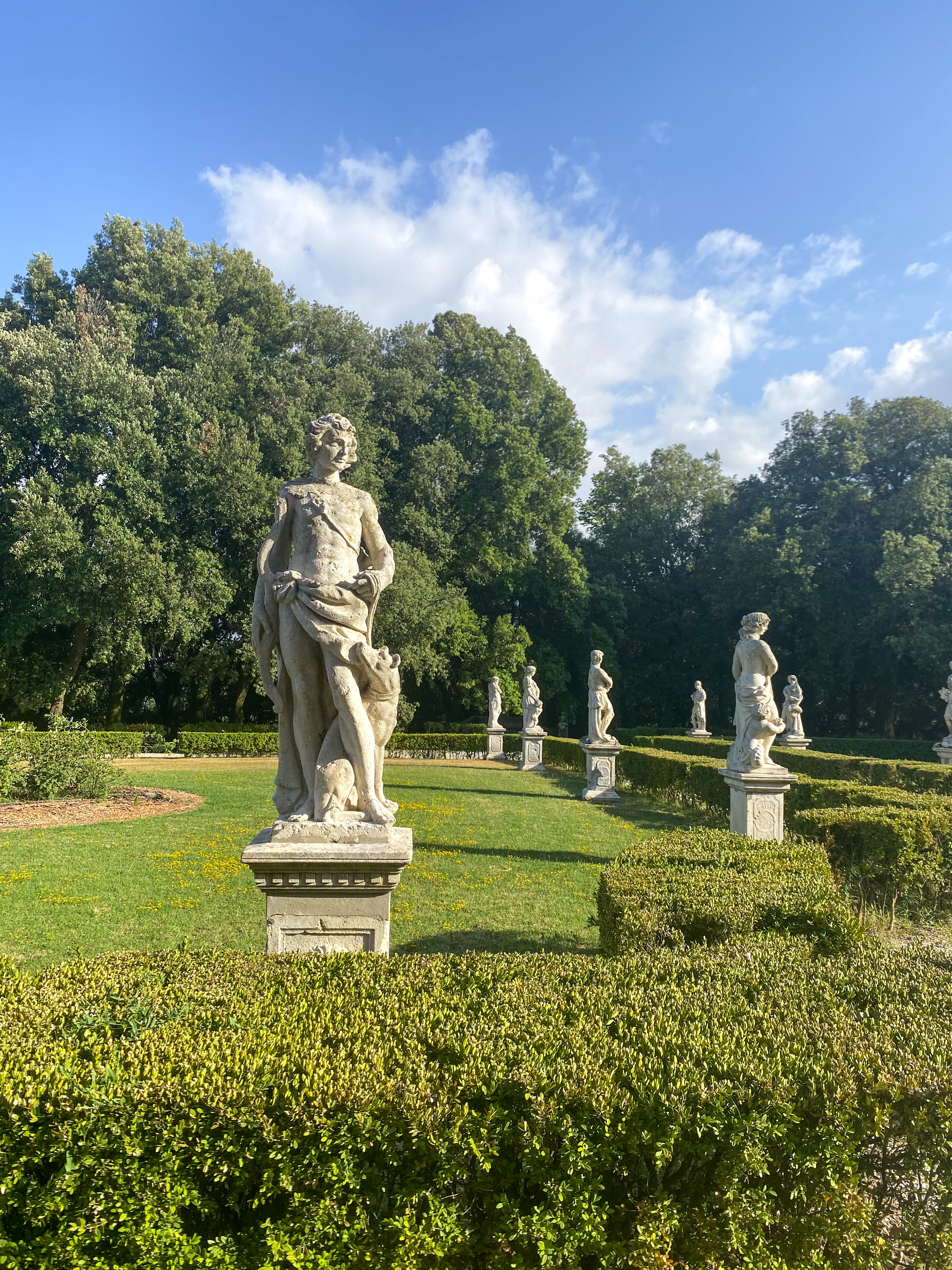
Statue del giardino

Una scalinata porta a un prato con una bassa siepe che, insieme ad alcune statue, delimita un viale di ghiaia che porta all'entrata della villa .
Nella gestione del paesaggio al di fuori del giardino, importanti sono i siti delle case coloniche e l'organizzazione dello spazio circostante con elementi ricorrenti come la capanna, il pozzo, il ricovero per gli animali, gli alberi-risorsa (il noce e il gelso) e gli alberi segnale (il pino e il cipresso).
Il terreno intorno alla villa è di origine marina, comune ad alcuni valloni dell'Appennino dell'alta Italia. Infatti, nel tufo si possono trovare fossili marini e palustri.
Alla fine del Novecento l'Accademia dei Georgofili ha effettuato un intervento di bonifica di alcuni terreni nelle vicinanze della villa secondo le tecniche studiate e sperimentate da Cosimo Ridolfi. L'intervento è stato eseguito al fine di risolvere i problemi di drenaggio dei terreni argillosi della Valdelsa e ha favorito la coltivazione a vigneto secondo schemi tradizionali. L'intervento rientra nelle attività di conservazione del paesaggio della campagna toscana: in prossimità della villa sono presenti 400 ettari di terreno ricco di olivi, uva, lavanda, girasoli e tartufi.

## La scuola agraria
Le esperienze di Cosimo Ridolfi grazie alla scuola agraria sono state importanti per la formazione del sistema mezzadrile toscano, che non era più un sistema agricolo basato sull'autonomia di conduzione dei poderi, ma un sistema in cui il proprietario dei terreni aveva il controllo diretto della propria fattoria.
Attraverso lo stretto contatto con l'Accademia dei Georgofili, Meleto divenne un modello per l'agricoltura toscana noto anche a livello nazionale e internazionale.

### Gli inizi
Nel 1795 i Ridolfi affidarono la gestione della fattoria di Meleto, che allora aveva un'estensione di circa 800 ettari, al famoso agronomo Agostino Testaferrata. Testaferrata introdusse un nuovo sistema di bonifica e di coltivazioni di poggio e un metodo funzionale per la gestione delle acque piovane. Inoltre, introdusse Cosimo Ridolfi alla questione dell'agricoltura.
Nel 1834, Cosimo Ridolfi sottopose il progetto di una scuola agraria ai soci dell'Accademia dei Georgofili, che inviarono esperti a visitare la fattoria di Meleto e dettero un parere positivo. Convinto che il lavoro fosse un mezzo fondamentale per veicolare l'educazione, Ridolfi lo pose come base fondamentale della sua scuola.
Il lavoro non era semplicemente quello ordinario dei contadini: si apportarono modifiche ai comuni strumenti di lavoro e si tentarono esperimenti di rinnovo dei concimi, come anche nuovi metodi di allevamento dei bovini, di potatura, di innesto e altri ancora. L'intento era quello di dare all'economia quell'impulso che già si vedeva in altri paesi d'Europa con la razionalizzazione di tecniche di sfruttamento in agricoltura.
Ridolfi chiese ad amici come Raffaello Lambruschini che gli proponessero i nomi di dieci giovani che avrebbe mantenuto per dieci anni. Ai dieci giovani si aggiunsero poi i tre figli del marchese e gli alunni col tempo divennero trenta, divisi in due classi.

### Educazione
I proprietari agronomi toscani dell'Accademia dei Georgofili, che Ridolfi conosceva, influenzarono molto la sua idea di educazione. Gli accademici infatti non erano solo dei tecnici ma erano anche degli umanisti: Capponi per esempio era storico, scrittore, pedagogo. Ridolfi si fece perciò promotore in proprio di quella che per lui era una missione educativa.
L'Istituto aveva fini pratici ma anche teorici: era una scuola nella quale l'Accademia dei Georgofili e Ridolfi volevano far entrare prima di tutto i figli dei contadini. Di fatto, il problema più grave individuato era la mancanza di una cultura nei fattori, cioè quelli che realmente gestivano le fattorie dal punto di vista tecnico. I fondatori volevano quindi che l'istituto rispondesse all'esigenza di formarli dal basso, dato che molto spesso i fattori provenivano da famiglie contadine.

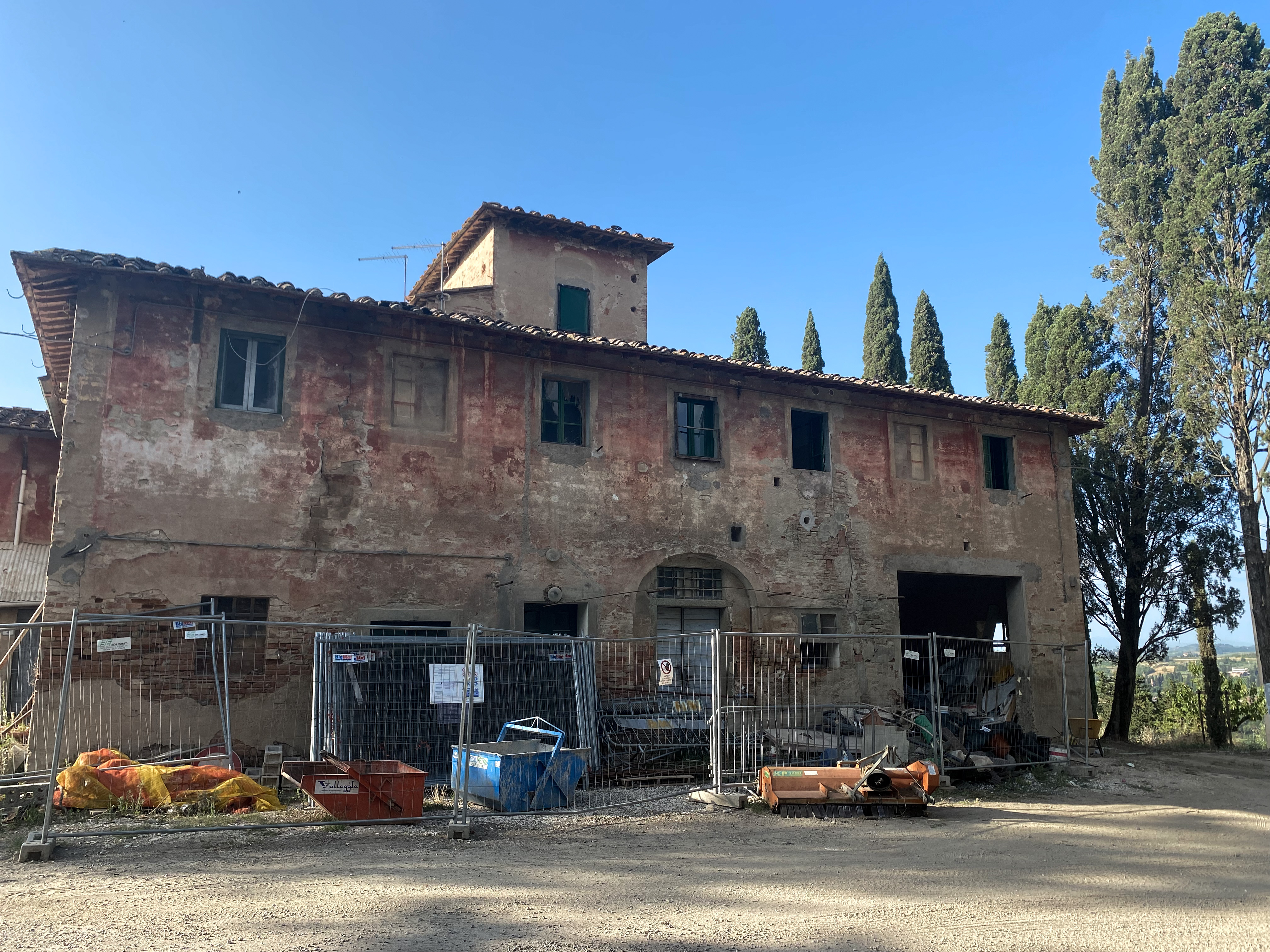
La scuola agraria

### Sistema scolastico
Nell'orario delle lezioni si alternavano studio e lavoro. In aggiunta, a ogni ragazzo veniva affidato un piccolo orto personale che poteva coltivare come preferiva.
Il lavoro per i ragazzi era ben organizzato: per esempio, nei giorni di pioggia i lavori nei campi erano sostituiti da lavori al coperto. Inoltre nella scuola si pubblicava un giornaletto mensile chiamato Il Mietitore sul quale scrivevano tutti, dal direttore agli allievi. Ridolfi infatti teneva molto alla testimonianza della vita quotidiana nella fattoria. Ogni fase del lavoro doveva essere descritta e fatta conoscere, per l'organizzazione del quotidiano e per la memoria delle generazioni future: tracce importanti di questi esperimenti e insegnamenti in agricoltura moderna si trovano nel ricco archivio e nella biblioteca, che custodisce anche una rara collezione di frutti eseguiti in cera.
Gli studenti lavoravano a squadre e individualmente. Erano molto frequenti le uscite per visitare le zone circostanti, come le miniere di rame di Montecatini Val di Cecina, di borace a Pomarance e le botteghe degli alabastri di Volterra.
La scuola prevedeva anche un'istruzione con nozioni di letteratura italiana e latina, francese, storia e geografia.
Era molto curata l'educazione religiosa e morale degli allievi e, fatto abbastanza insolito per l'epoca, non si somministravano pene corporali.
Pedagogicamente parlando, è interessante il metodo adottato del cosiddetto "perfezionamento": ogni venerdì i ragazzi dovevano rielaborare le lezioni seguite e annotare le difficoltà incontrate. La domenica, questi appunti erano letti e discussi insieme ai docenti. Successivamente, un alunno a turno stendeva una relazione nella quale accanto a ogni dubbio degli studenti veniva annotata la risposta del maestro.

### Il successo della scuola agraria
La scuola ebbe così grande fama in Italia ed Europa che, per renderne pubblici i risultati, il Ridolfi istituì la prima riunione agraria, nel 1837. Il marchese infatti voleva che ciò che avveniva a Meleto fosse conosciuto da tutti e diventasse un modello da seguire.
Nel 1842 il Granduca Leopoldo II visitò la scuola e, rimasto positivamente colpito, prese la decisione di farla diventare governativa, trasferendola a Pisa, dove fu istituita la cattedra di agricoltura e pastorizia. Nel 1843, così, la scuola presso la Villa di Meleto venne chiusa.